# Massongex
Massongex is een gemeente en plaats in het Zwitserse kanton Wallis, en maakt deel uit van het district Saint-Maurice.
Massongex telt 1.699 inwoners.